# .348 Winchester

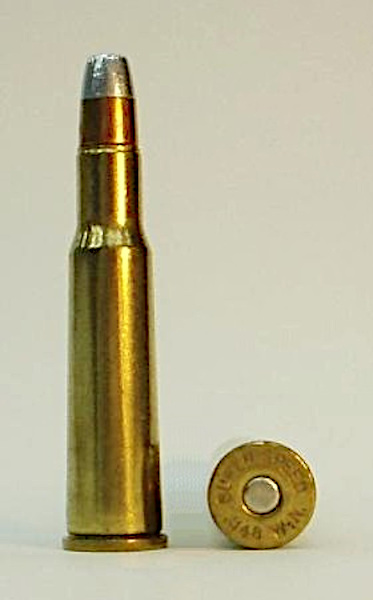
O .348 Winchester.

O .348 Winchester é um cartucho de fogo central para rifle norte-americano, em formato de "garrafa", desenvolvido para o rifle Winchester Model 71 em 1936. O .348 Winchester foi um dos mais potentes cartuchos com aro já usados em rifles por ação de alavanca.

## Características
O .348 Winchester é excelente para caça maior em terreno arborizado, se a bala de 250 grãos for usada, mas não é especialmente adequado para longo alcance (400 jardas e além) como resultado da necessidade de usar balas de ponta chata devido ao carregador tubular do Model 71. Até as balas com ponta flexível FTX de Hornady, 300 jardas com uma boa mira de abertura é um tiro bastante fácil (com cargapadrão de fábrica, trajetória de médio alcance a 200 jardas (180 m) é 2,9 pol. (7,4 cm) para bala de 150 grãos (9,7 g); 3,6 pol (9,1 cm) para o bala de 200 grãos (13 g) e 4,4 pol (11 cm) para balote de 250 grãos (16 g).) As balas de 200 e 250 (13 e 16 g) são as preferidas para qualquer coisa além de 100 jardas (91 m).

## Desenvolvimento
Em 1962, a Winchester abandonou as balas de 150 gr e 250 gr, retendo apenas a de 200 gr. Nenhum outro rifle foi oferecido em .348 pela Winchester (embora a Uberti tenha feito cerca de 400 rifles com câmara para o .348 no modelo "1885 Hi-Wall" da Cimarron em 2005-06), e foi suplantado pelo .358 Winchester (no Model 88). (O Model 71 foi descontinuado em 1958.)

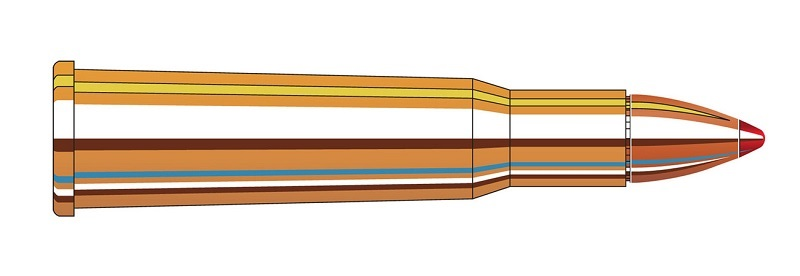
O cartucho .348 Winchester.

Em 1987, a Browning produziu uma versão moderna do Model 71 no Japão. Estes têm tamanhos de rosca diferentes em alguns lugares, principalmente os canos, e muitas peças não eram intercambiadas com os originais. A versão Browning era apenas um modelo de produção limitado.
O estojo do .348 Winchester foi usado para produzir o cartucho wildcat 8-348w, usado para rifles da era da Primeira Guerra Mundial, como o Lebel ou o Berthier, em vez do 8×50mmR original, que na época de tais conversões ainda eram considerados material de guerra na França e, portanto, estritamente regulamentada. O .348 Winchester também é a base para o ".348 Ackley Improved", o ".348 Ackley Improved" tem cerca de 200 fps de vantagem sobre o padrão impulsionando a bala FTX de 200 grãos a 2.800 pés por segundo com algumas das novas pólvoras híbridas. O .348 Winchester também serviu de base para os cartuchos .50 Alaskan e .500 Linebaugh.

## Dimensões

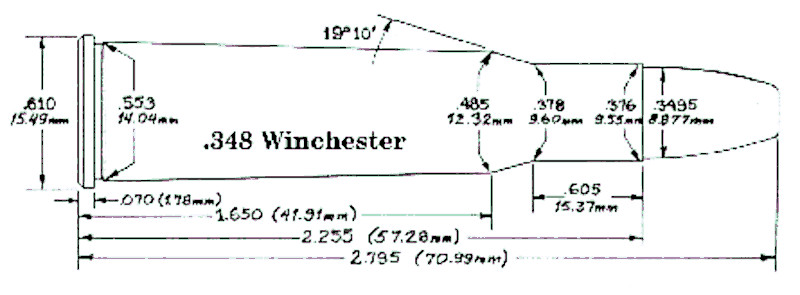

### Bibiografia
- Barnes, Frank C. (1972). Cartridges of the World (em inglês) 3.ª ed. [S.l.]: Digest Books. 378 páginas. ISBN 978-0-69580-326-1
- Barnes, Frank C. (2014). Cartridges of the World (em inglês) 14.ª ed. [S.l.]: Krause Publications (publicado em 19 de dezembro de 2014). 688 páginas. ISBN 978-1-44024-265-6. Consultado em 21 de dezembro de 2020